# Жюкас, Марюс
Марюс Жюкас (лит. Marius Žiūkas; род. 29 июня 1985, Бирштонас) — литовский легкоатлет, специализирующийся на спортивной ходьбе. Выступает за сборную Литвы по лёгкой атлетике с 2004 года, участник ряда крупных международных соревнований, в том числе трёх летних Олимпийских игр.

## Биография
Марюс Жюкас родился 29 июня 1985 года в городе Бирштонас, Литовская ССР.
Дебютировал в лёгкой атлетике на международном уровне в сезоне 2004 года, когда вошёл в состав литовской национальной сборной и выступил на Кубке мира в Наумбурге, где стал восемнадцатым в зачёте юниорской ходьбы на 10 км. Также принял участие в юниорском чемпионате мира в Гроссето, где на дистанции 10 000 метров показал 22 результат.
В 2005 году в ходьбе на 20 км финишировал девятым на молодёжном чемпионате Европы в Эрфурте, занял 42 место на Кубке Европы в Мишкольце.
В 2006 году на дистанции 20 км занял 75 место в зачёте Кубка мира в Ла-Корунье.
На молодёжном европейском первенстве 2007 года в Дебрецене в той же дисциплине был девятым, в то время как на Кубке Европы в Ройал-Лемингтон-Спа занял 37 место.
В 2008 году занял 68 место на Кубке мира в Чебоксарах. Благодаря череде удачных выступлений удостоился права защищать честь страны на летних Олимпийских играх в Пекине — в программе ходьбы на 20 км показал время 1:25:36 и расположился с ним на 35 строке итогового протокола.
Сделав достаточно длительный перерыв в спортивной карьере, в 2011 году Жюкас вернулся в большой спорт, одержал победу на чемпионате Литвы в помещении в ходьбе на 5000 метров, тогда как на дистанции 20 км стал восемнадцатым на Кубке Европы в Ольяне и пятым на летней Универсиаде в Шэньчжэне.
Находясь в числе лидеров легкоатлетической команды Литвы, благополучно прошёл отбор на летние Олимпийские игры в Лондоне — на сей раз в ходьбе на 20 км показал время 1:24:45 и разместился на 40 позиции.
В 2013 году стартовал на Кубке Европы в Дудинце, занял 25 место на чемпионате мира в Москве.
На чемпионате Европы 2014 года в Цюрихе стал 22 в зачёте 20-километровой дисциплины, занял 34 место на Кубке мира в Тайцане.
Выполнив олимпийский квалификационный норматив 1:24:00, прошёл отбор на Олимпийские игры 2016 года в Рио-де-Жанейро — здесь в программе ходьбы на 50 км с результатом 1:22:27 занял итоговое 26 место.
После Олимпиады в Рио Марюс Жюкас остался в составе литовской национальной сборной и продолжил принимать участие в крупнейших международных соревнованиях. Так, в 2017 году на дистанции 20 км он финишировал пятым на Кубке Европы в Подебрадах, занял 29 место на чемпионате мира в Лондоне.
В 2019 году в той же дисциплине участвовал в мировом первенстве в Дохе, показав одиннадцатое время.